# Rondell (Gartenkunst)

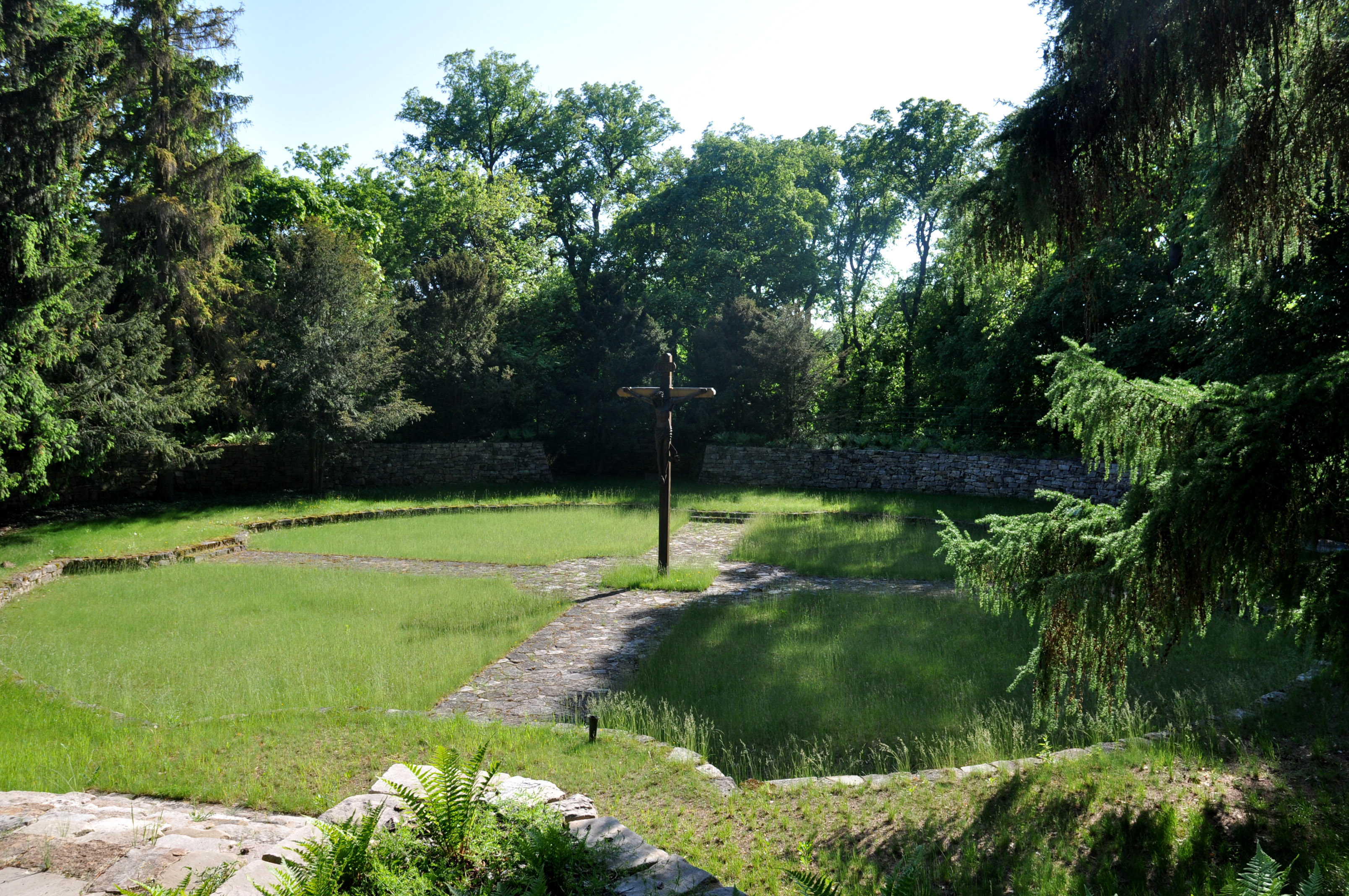
Das Rondell des Prinzenfriedhofs im Park Klein-Glienicke

Ein Rondell ist ein gestalterisches Element in der Gartenkunst.
Mit Rondell bezeichnet man jedes rundliche Gestaltungselement, das sich durch Naturstein oder eine andere Maßnahme vom übrigen Garten abhebt. Dabei kann das Rondell selbst wieder bepflanzt sein oder bewusst frei von Pflanzen gehalten werden.